# Viadukt Devět kanálů

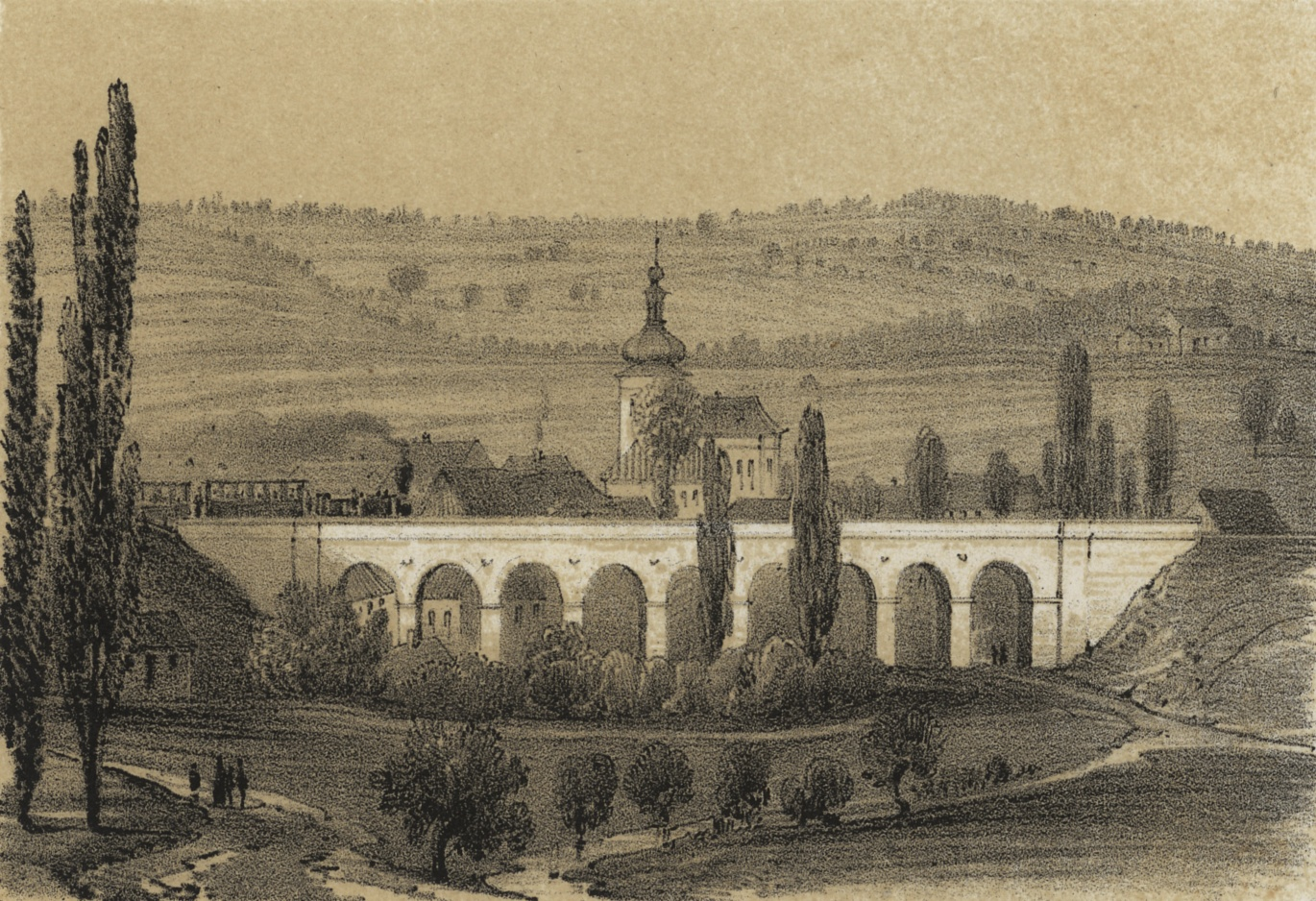
Úvalský viadukt v roce 1845

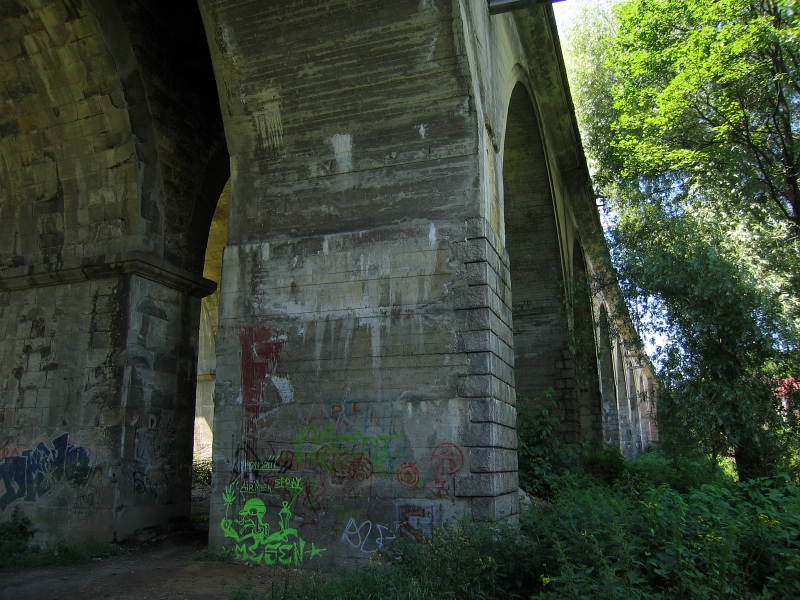
kamenná část mostu před rekonstrukcí

Úvalský železniční viadukt, podle svého vzhledu lidově nazývaný Devět kanálů, byl postaven roku 1844 na železniční trati Praha – Česká Třebová. Jedná se o 135 m dlouhý most postavený do mírného oblouku přes údolí říčky Výmoly. Je zděný z pískovcových a žulových kvádrů a dosahuje výšky 13 m. Úsek trati mezi Pardubicemi a Prahou byl svěřen vrchnímu inženýrovi Janu Pernerovi.
V letech 1953–1954 došlo k rozšiřování železniční trati o třetí kolej. Z tohoto důvodu byl v těsném sousedství starého mostu vybudován tvarově shodný most ze železobetonu. Ten je od původního mostu vzdálen pouze 1,5 m.
Stavba byla v roce 2008 prohlášena Ministerstvem kultury České republiky kulturní památkou.

## Historie

### Stavba
Zděný most byl postaven z pískovcových a žulových kvádrů v rekordně krátkém čase sedmi měsíců. Stavba byla zahájena 15. dubna a byla dokončena 30. listopadu 1844. Most na hlavní železniční trati Praha – Kolín je stočen do mírného oblouku. V horní části je most dlouhý přibližně 135 metrů. Oblouky mostu jsou půlkruhové, rozpětí každého je přibližně 9,45 m, šířka mostu je 9,42 m. Dolní stavba je založena na jílovitém podloží, ve kterém byly zaraženy piloty a postaven částečně dřevěný fošnový rošt a na tuto konstrukci byly postaveny podpěry. Do třetího oblouku ve směru od Prahy byl 30. listopadu 1844 slavnostně uložena schránka se seznamem všech, kteří se na stavbě podíleli, s plánky a mincemi, včetně stavbu oslavující básně Jana Pravoslava Koubka „Ohlas radostných citů“. Stalo se tak za účasti lidu ze širokého okolí, duchovních hodnostářů, samotného arcibiskupa, arcivévody Štěpána a arcivévody Ferdinanda Karla. Při rekonstrukci mostu v roce 2016 schránka nebyla nalezena. V roce 1935 byl most rekonstruován.
Betonový viadukt má devět spojitých parabolických skořepinových kleneb, jejíchž tloušťka ve vrcholu klenby je 0,30 m. Rozpětí oblouků je přizpůsobeno kamennému mostu tj. cca 9,5 m, šířka mostu je 5,7 m. Pilíře a křídla spodní stavby jsou železobetonové. Křídla jsou obložené žulovými kameny. Některé pilíře jsou založeny na beraněných pilotách.

### Železniční nehoda
Přímo na viaduktu došlo v roce 1904 k železniční nehodě. Při hrozivě vypadající nehodě nákladního vlaku, který měl 75 vagónů, spadly dva vozy z mostu dolů. Visící vagony z viaduktu a bílý rozsypaný cukr byly senzací pro tehdejší bulvární novináře. Při nehodě nebyl nikdo zraněn.

### Rekonstrukce viaduktu při rozšiřování tratě o třetí kolej
V letech 1953 až 1954 při rozšiřování železniční trati o třetí kolej byl vlevo ve směru od Prahy k mostu přistavěn v těsné blízkosti (s mezerou jeden a půl metru) tvarově shodný most ze železobetonu.

### Poslední obnova viaduktu
Při další rekonstrukci tratě v letech 2014 až 2016 byl rekonstruován také viadukt. Mostní pilíře původního mostu byly neplánovaně zpevněny injektáží a nově mají betonové patky. Pod všemi pilíři a opěrami byla provedena trysková injektáž. V horní části mostu byly pro špatný technický stav ubourány římsy a poprsní zdi. Po stranách kolejového lože byly položeny železobetonové desky, na nichž byly znovu postaveny římsy s patkami pro stožáry trakčního vedení a na parapet bylo osazeno zábradlí. U betonového mostu byly odbourány poprsní zdi a položena nová betonová vana pomocí betonovacího vozíku. Po provedení izolace a položení štěrkového lože byl položen kolejový rošt. Svršek mostů je spojen a má betonovou desku – zpevňující parapet.
Bohužel okolí mostu bývalo dlouho zaneřáděné černou skládkou odpadu, ale skládka byla už odstraněna. Nově pod mostem vede zpevněná asfaltová cestička, kterou podél potoka vyjdete v Riegerově ulici (u základní školy na druhém konci náměstí). Obnovou prošla také betonová přístavba mostu.
Při příležitosti dokončení rekonstrukce viaduktu byla vložena 11. listopadu 2015 do pilíře mostu starostou města za hojné účasti a zájmu občanů města časová schránka. Kromě sady dobových platidel, denního tisku, vzkazu starosty také mj. obsahuje notový záznam písní úvalské skupiny Divokej Bill.